# Emilia Jones
Emilia Annis I. Jones (Londres, 23 de febrero de 2002) es una actriz británica. Interpretó el papel de Merry Gejelh en la serie Doctor Who, en el episodio de 2013 "The Rings of Akhaten" y el de Lottie McLeod en el largometraje de la BBC What We Did on Our Holiday. También se ha desempeñado en teatro, personificando a Fiona en el reparto original del musical Shrek  y a Flora en la adaptación teatral de la novela de Henry James, The Turn of the Screw.

## Filmografía
En 2024 se estrenó la película "Winner", en la actuó como protagonista.

### Cine
| Año  | Título                                        | Papel                   | Director(es)               |
| ---- | --------------------------------------------- | ----------------------- | -------------------------- |
| 2011 | Pirates of the Caribbean: On Stranger Tides   | Niña inglesa            | Rob Marshall               |
| 2011 | One Day                                       | Jasmine                 | Lone Scherfig              |
| 2014 | What We Did on Our Holiday                    | Lottie McLeod           | Andy Hamilton & Guy Jenkin |
| 2015 | Youth                                         | Frances                 | Paolo Sorrentino           |
| 2015 | High-Rise                                     | Vicky                   | Ben Wheatley               |
| 2016 | Brimstone                                     | Joanna                  | Martin Koolhoven           |
| 2018 | Ghostland                                     | Elizabeth "Beth" Keller | Pascal Laugier             |
| 2018 | Patrick                                       | Vikki                   | Mandie Fletcher            |
| 2018 | Two for Joy                                   | Vi                      | Tom Beard                  |
| 2019 | Nuclear                                       | Emma                    | Catherine Linstrum         |
| 2019 | Horrible Histories: The Movie – Rotten Romans | Orla                    | Dominic Brigstocke         |
| 2021 | CODA                                          | Ruby Rossi              | Sian Heder                 |

### Televisión
| Año         | Título          | Papel                  | Notas                            |
| ----------- | --------------- | ---------------------- | -------------------------------- |
| 2011        | House of Anubis | Sarah Frobisher-Smythe |                                  |
| 2013        | Doctor Who      | Merry Gejelh           | Episodio: "The Rings of Akhaten" |
| 2013–2014   | Utopia          | Alice                  |                                  |
| 2014        | Residue         | Charlotte Jones        |                                  |
| 2015        | Wolf Hall       | Anne Cromwell          | Episodio: "Three Card Trick"     |
| 2020 - 2022 | Locke & Key     | Kinsey Locke           | Personaje principal              |

## Teatro
| Año       | Título            | Papel | Teatro                   |
| --------- | ----------------- | ----- | ------------------------ |
| 2011–2012 | Shrek The Musical | Fiona | Teatro Royal, Drury Lane |
| 2013      | Turn of the Screw | Flora | Teatro Almeida           |
| 2014      | Far Away          | Joan  | Young Vic                |